# Павлин Валлийский
Павлин (умер ок. 505 года) — настоятель монастыря в Уитлэнде. День памяти — 22 ноября.
Святой Павлин (Paulinus), или Полин (Polin), или Пеулин (Pewlin), или Паулен (Paulhen) был учеником святого Ильтуда. Он жил отшельником в местечке Уитлэнд, иначе Hendy Gwyn ar Daf, Кармартен. Святой Павлин основал ряд церквей около Лландовери. Он был настоятелем и, быть может, основателем монастыря в Уитлэнде. Там среди его учеников были свв. Давид и Тейло.
Иногда считают, что он скончался не ранее 545 года и участвовал в Синоде в Брефи в 545 году.
Сохранился камень из Кайо, Кармартеншир, пребывающий ныне в музее Кармартена, поставленный в VI веке в его честь, надпись на котором гласит, что святого почитали как «хранителя Веры, неизменного влюблённого в свой край, чемпиона праведности».
Г.Х.Добл полагал, что святой может быть тем же лицом, что и Павел Аврелиан.